# La Voix des femmes (France, 1848)
Pour les articles homonymes, voir La Voix des femmes.
La Voix des femmes est un journal féministe diffusé du 20 mars 1848 au 20 juin 1848, créé le 20 mars 1848 par l'écrivaine et journaliste Eugénie Niboyet, à la suite de l'abdication du roi Louis-Philippe Ier et du début de la Deuxième République. Après son succès grandissant, il devient une association, fréquentée notamment par Jeanne Deroin, Pauline Roland, Eugénie Niboyet et Désirée Gay. Les membres de La Voix des femmes ne remettent pas en cause le rôle maternel de la femme dans le cercle familial. Elles promeuvent la nécessité de leur sécurité financière et salariale, leur éducation, leurs droits à la propriété, et le droit de vote pour celles-ci. 

## Histoire du journal

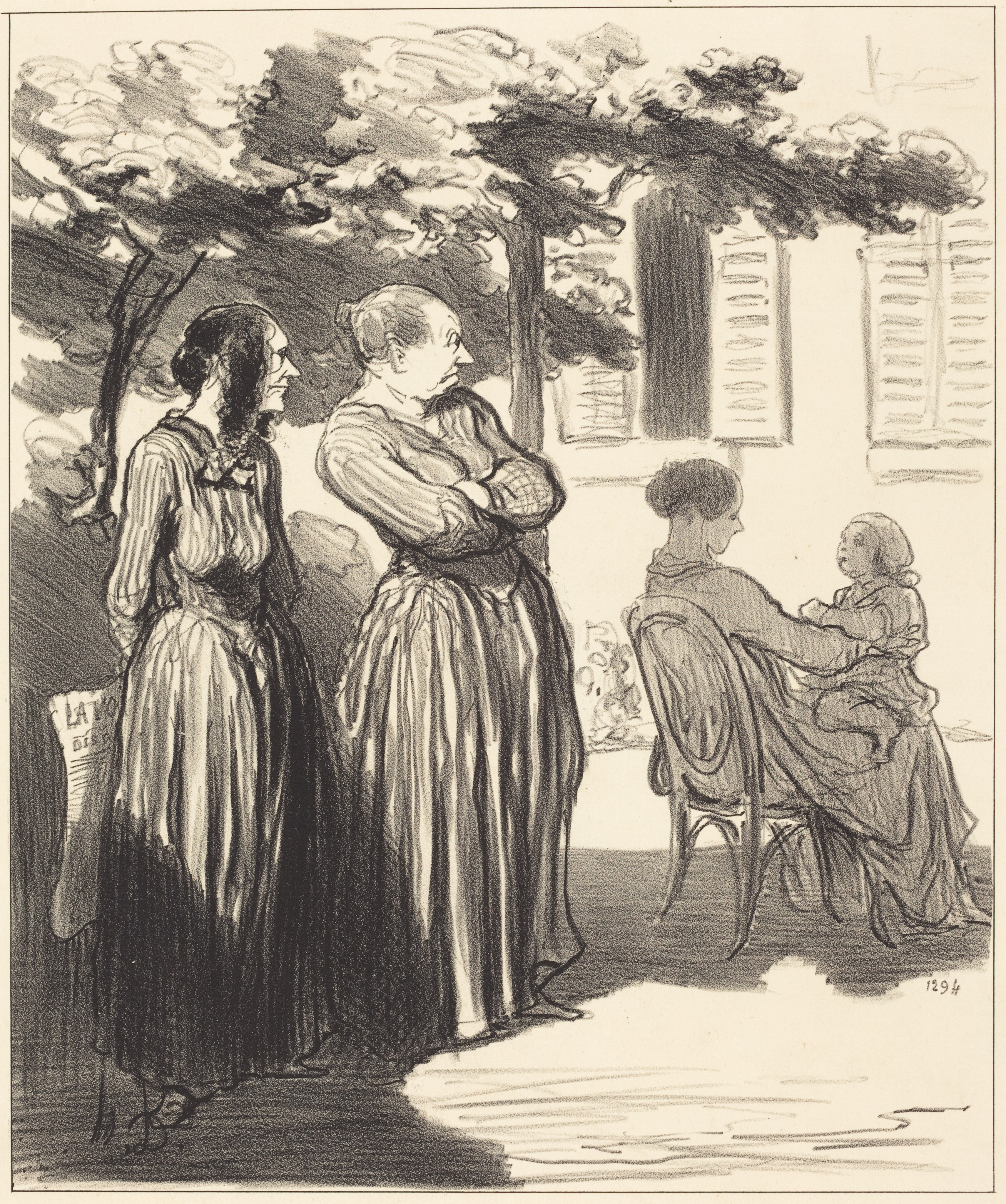
Caricature d'époque des féministes

Eugénie Niboyet crée La Voix des femmes le 20 mars 1848, dans le but d’intéresser les institutions républicaines aux conditions de travail de ses citoyennes mais aussi de montrer l’intérêt qu’ont ces dernières pour la République française. Elle souhaite aussi mettre en lumière le courant de pensée du socialisme. Le journal se dit en effet « Journal quotidien, socialiste et politique, organe des intérêts de toutes ».
Le journal La Voix des Femmes garde informés ses lecteurs et lectrices sur la vie et les événements politiques en général mais principalement sur l’élection présidentielle de 1848 avec notamment la publication des candidatures officielles. Les éditrices donnent leurs avis et conseils sur les candidats pour lesquels voter, ceux qu’elles soutiennent, principalement des candidats favorables aux droits et libertés des femmes. 
La journaliste et fondatrice Eugénie Niboyet écrit tant sur la politique intérieure que sur la politique extérieure. La ligne politique du périodique est dite « la plus à gauche possible »,. 
Le journal publie des lettres ainsi que des pétitions rédigées par des femmes et qui s’adressent aux hommes politiques de l’époque. Ces lettres comprennent par exemple des demandes pour l’amélioration des conditions de travail des femmes de l’époque ou encore la reconnaissance du suffrage féminin.
Le journal est le premier de l’histoire de la presse féminine à se présenter comme un journal qui « soutiendra franchement leurs intérêts moraux, intellectuels et matériels ». Eugénie Niboyet y défend par exemple les intérêts économiques des prisonnières qui s’étaient vues accusées par les travailleuses couturières, de concurrentes. Eugénie Niboyet a donc pris le parti des prisonnières en écrivant « il faut que les prisonnières travaillent, elles en ont doublement besoin »,.
Le travail est donc l'un des principaux thèmes abordés dans le journal après celui de la politique.
On retrouve dans le numéro 31 un article rédigé par une certaine Marie-Pauline s’intitulant « Que la femme doit travailler ». Dans cet article on peut lire « La femme veut être libre ? Qu’elle travaille ! Qu’elle sache se suffire à elle-même ! ».
Les femmes de la rédaction utilisent également leur journal pour réclamer tous leurs droits au gouvernement dans le but d’arrêter les discriminations. Par exemple le droit de faire partie des tribunaux commerciaux, le droit à un salaire égal à celui de l’homme pour un travail égal ou encore « le droit à la recherche en paternité pour la jeune fille séduite et abandonnée ».
Un autre des thèmes importants abordés par Eugénie Niboyet dans son journal est celui de l’éducation. Elle revendique l’éducation des femmes par les femmes. Dans le numéro du 6 avril, une des membres du journal demande dans un article l’ouverture des classes de lycées aux femmes. Elle écrit que les femmes demandent « les mêmes professeurs, les mêmes programmes, mais à des heures différentes, ou séparément. Parce que trop sexualisées par leurs adversaires, les femmes ont peur de choquer et s'en tiennent à une ségrégation prude ». Dans le numéro du 28 mai, l’une des journalistes sous-titre son article avec une phrase du philosophe Leibniz : « Celui-là qui est maître de l’éducation peut changer la face du monde ».
Le journal se montre aussi internationaliste. On y trouve peu d’articles patriotes à l’exception de ceux glorifiant la France pour son « tourisme républicain », c’est-à-dire le fait que le pays accueille les révolutionnaires des pays voisins tels que l’Italie, la Pologne ou bien l’Irlande. Le quotidien est aussi dit antiraciste, antiesclavagiste et très tolérant religieusement. Cependant on ne retrouve aucune prise de position athée dans les articles publiés. 

### Le projet de faire élire une députée et le refus de George Sand
Lors de la campagne électorale de 1848, les rédactrices du journal souhaitent faire élire une femme à l’Assemblée nationale, à l’époque constituée d’hommes uniquement, le suffrage étant exclusivement masculin. Elles conçoivent alors le projet de soutenir la candidature de l’écrivaine George Sand. Les hommes de l’époque ayant déclaré que l’écrivaine possédait « un génie mâle », les rédactrices ont pensé que les hommes politiques l’accepteraient plus facilement à l’Assemblée. C’est dans le numéro du 6 avril 1848 que l’idée sera rendue publique. Par la suite, les rédactrices diffuseront durant quelques jours, dans leur quotidien, des textes de George Sand. Cependant, le 9 avril de la même année, cette dernière écrit une lettre au journal La Réforme, qui la publiera, dans laquelle elle dément cette candidature et déclare espérer « qu’aucun électeur ne voudra perdre son vote en faisant écrire [son] nom ». Le projet de faire élire une femme députée est dès lors abandonné.

### Diffusion
La Voix des femmes est un quotidien diffusé du 20 mars 1848 au 20 juin 1848, chaque matin à Paris. On compte 46 numéros publiés en tout. Il coûte à l’époque 10 centimes de franc-or.

### Archives
La bibliothèque Marguerite-Durand (13e arrondissement de Paris) en conserve des numéros.
Le Musée de l'Histoire vivante (Montreuil) conserve 35 numéros sur 47.